# Ludwig Ganghofer

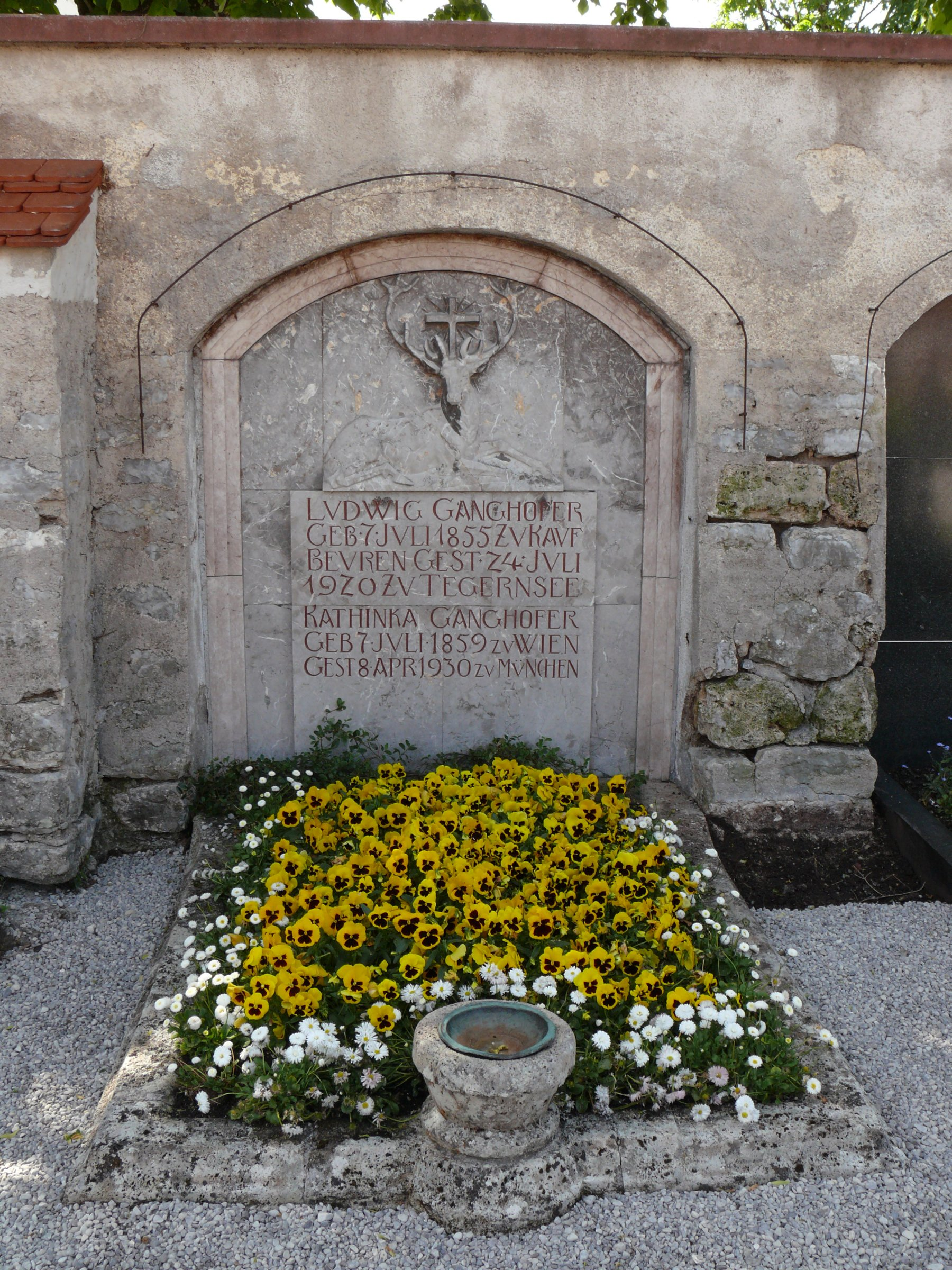
Síremléke

Ludwig Albert Ganghofer (Kaufbeuren, 1855. július 7. – Tegernsee, 1924. július 20.) német író, August Ganghofer miniszteri tanácsos fia.

## Élete
Eleinte gépészettel foglalkozott, azután Münchenben, Berlinben filozófiát és irodalomtörténetet tanult és 1881-ben a bécsi Ring-színház dramaturgja lett. Ennek leégése (1881 decembere) után mint író élt Bécsben és 1886-tól a Wiener Tagblatt című lap tárcarovatának szerkesztője volt. 1915 és 1917 között haditudósítóként dolgozott.

## Művei
- Johann Fischart und seine Verdeutschung des Rabelais (München, 1881)
- Die Sünden der Väter (regény, uo. 1885, 2 kötet)
- Es war (modern mesék, uo. 1890)

### Költemények
- Vom Stamme Asra (Bréma, 1879, 2. kiadás Bunte Zeit cím alatt, Stuttgart, 1883)
- Heimkehr (uo. 1883)
- Der Herrgottschnitzer von Ammergau (Johann Neuerttel együtt, Augsburg, 1880, 6. kiad. 1887)
- Der Prozesshansl (Stuttgart 1881, 3. kiad. 1884)
- Der Zweite Schatz (uo. 1882)
- Der Geigenmacher von Mittenwald (uo. 1884)

### Drámák
- Der Anfang vom Ende (1881)
- Wege des Herzens (1882)
- Die Hochzeit von Valeny (Stuttgart 1889)

### Elbeszélések
- Der Jäger v. Fall (uo. 1883)
- Bergluft (uo. 1883)
- Almer und Jägerleut (uo. 1885)
- Der Edelweisskönig (uo. 1886, 2 kötet)
- Oberland (uo. 1887)
- Der unfried (uo. 1888)

### Novellák
- Aus Heimat und Fremde (uo. 1884)

## Magyarul
- Scarpa Rachel. Regény; ford. Kondor Lajos; Méhner, Bp., 1884
- A zarándok-út; ford. Benedek Marcell; Lampel, Bp., 1916 (Magyar könyvtár)
- Haymo. Regény; ford. Matza Albert; Szt. István Társulat, Bp., 1926